# Вторая Венесуэльская республика
Вторая Венесуэльская республика (исп.Segunda República de Venezuela) — восстановленная Первая Венесуэльская республика, которую возглавил Симон Боливар. Республика просуществовала с 6 августа 1813 года до 11 декабря 1814 года.

## Восстановление республики
После ликвидации Первой Венесуэльской Республики Симон Боливар отправился в изгнание на Кюрасао, а затем оттуда в Соединённые Провинции Новой Гранады, которые в 1811 году отделились от Испании. В Картахене Боливар написал манифест под названием «Память», адресованный уроженцам Каракаса, в котором он изложил свои перспективы на будущее региона. Затем Боливар попросил конгресс Новой Гранады дать ему армию, с которой он предпринял так называемую Замечательную кампанию - военную операцию по освобождению Венесуэлы от роялистов.
14 мая 1813 года Боливар со своими войсками вошел в венесуэльский город Ла-Грита и 18 июня столкнулся с испанскими войсками в битве при Агуа-де-Обиспо. Затем кампания продолжилась серией стычек, в которых Боливар одержал ряд побед и повысил престиж свох войск. 2 июля Боливар разделил свою армию на две части, одна из которых направилась к Баркисимето , а другая — к Баринасу, одержала громкую победу в битве при Никитао. Последующие битвы при Лос-Хорконесе и Тагуанесе обеспечили путь к Каракасу, куда Боливар триумфально вошел 6 августа 1813 года  и объявил о восстановлении Венесуэльской Республики.

## Гибель республики
Вторая республика состояла из провинций Мерида, Трухильо, Каракас, Баринас, Барселона, Кумана и Маргарита. Республика была слабой, так как не располагала ни средствами, ни оружием для отпора испанской армии. Затем Вторая республика начала свой упадок, чередуя победы и поражения, что очень дорого обошлось обеим сторонам.
С февраля 1814 г. стали происходить столкновения между роялистскими группами и армией патриотов. Группами роялистов командовал Хосе Томас Бовес, который поднял льянеро, утверждая, что Боливар и другие патриоты собирались создать республику для белых и что король Испании Фердинанд VII обещал свободу рабам. 6 июля 1814 года теснимая испанскими войсками армия Симона Боливара была вынуждена покинуть столицу. Боевые действия Бовеса загнала патриотов на восток, которые потерпели поражения в битве при Барбуле и при Сан-Матео. Стало очевидно, что Вторая республика обречена. Боливар эмигрировал на Ямайку, остальные эмигрировали на Тринидад или остались, образуя изолированные очаги сопротивления. Бовес погиб в победоносной для роялистов битве при Урике в декабре 1814 года. Пятая битва при Матурине, произошедшая 11 декабря 1814 года и в которой венесуэльцы потерпели поражение, считается концом Второй Венесуэльской республики..